# 刺史
刺史，中国古代職官名，本為御史的一種，始于汉代，东汉末年三国时期又有州牧一职与之类似。其等级和职权范围随朝代不同而多有变迁，但经常是各地方重要官员。“刺”是检核问事的意思，即监察之职。「史」為「御史」之意。

## 西汉
秦朝时设有御史负责监察。
汉文帝时又以御史多失职，下令丞相派员出刺各郡国，以巡按地方，号称“刺御史”，简称“刺史”，但非专职。
汉武帝将全国地方划分为十三刺史部，是为冀、兖、豫、青、徐、幽、并、凉、荆、扬、益、朔方、交趾共13州（京畿附近7郡为司隶校尉部作为一个单独的监察区）。每州派遣一名刺史，每年8月巡行所在的州，监察地方官员和地主豪強，年末至京师向御史中丞禀报。此时的刺史为监察官，秩六百石，较郡守的秩比二千石为低。而此时的州也仅是监察区，并不是地方行政区，而且刺史也沒有固定的辦公地點。
漢成帝时，改刺史为州牧。汉哀帝初，改归旧制，不久复称为州牧。
王莽时期将十三州改为九州，刺史改称州牧，职权有所扩大。王莽執政晚年，地方多暴動，地皇元年二月，“莽见四方盗贼多，复欲压之，赐诸州牧号为大将军。”

## 东漢：軍事行政權兼具（漸演化為全權州長官）
东汉初年，匈奴南侵，省朔方刺史部入并州。同时，加重刺史职权，如岁终刺史本人不必到京师奏事，可由属下替代，因此刺史在地方有了固定的治所；职权不限於监察，还有黜陟之权，以及兵权，可帶兵镇压叛乱，有時朝廷會派遣使者監督刺史領兵作戰，刺史逐步成为郡守的上司。但毕竟刺史治官不治民，不参与地方行政，所以州仍属於监察区，不算是地方一级行政机构。
东汉末年，黄巾起义，四方多事。朝廷为有效镇压黄巾军，遂接受刘焉的建议提升部分刺史称为州牧，同时赋予民政和军政权力。刺史、州牧遂集民政、军政、监察大权於一身，可全力镇压黄巾军，史称「废史立牧」或“州牧出镇”，州牧一職甚至可以世襲，而非由朝廷決定繼任之人，州也由监察区逐渐变成了行政区，地方行政制度由郡县二级制度变成州郡县三级制。而董卓專權，使各地握有兵權的刺史、太守紛紛起兵造反。这一时期的軍閥如曹操、刘备、孙权、袁绍、袁术、陶谦、刘焉、刘表等都曾先后担任州牧。

## 魏晋南北朝：軍事行政權兼具
魏晋南北朝，以刺史领州，多带使持节、持节、假节、都督诸军事衔。隋文帝废郡，以州领县，则刺史与前代太守无异。

## 隋唐：职任渐轻
隋炀帝、唐玄宗都曾经废州改郡，不久仍其旧。武則天天授二年（691年）劉知幾上疏：“臣望自今已後，刺史非三歲已上，不可遷官。”天寶十一載有詔曰：「今後刺史犯贓，宜加常式一等。」
唐朝時刺史狄仁杰和李德裕、韦景骏治民森嚴，多禁毁各地淫祠，又如韦正贯任岭南节度使時，“南方风俗右鬼，正贯毁淫祠，教民毋妄祈。”頔任苏州刺史，“吴俗事鬼，頔疾其淫祀废生业，神宇皆撤去，唯吴太伯、伍员等三数庙存焉。”王湛任冀州刺史：“冀州境内，旧多淫祀，褰帷按部，申明法禁。”此時刺史尚有權力。
晚唐、五代时，节度使、观察使所领诸州不得径自奏事上计，节度使甚至自署刺史，导致刺史职任渐轻。

## 宋代以後：虛銜、雅稱
宋朝一般以朝臣充知州，刺史遂成专供武臣、宗室、內侍等加官和階官，為正任六等武階官之末，從五品。
明清，刺史或州牧成為對知州的雅稱。
《日知录》總結：“汉之刺史，犹今之巡按御史；魏晋以下之刺史，犹今之总督；隋以后之刺史，犹今之知府、及直隶知州也。”

## 民國
民國5年（1916年）貴州省撤銷各道道尹，改設東、西、中3路刺史。

## 延伸阅读
[在维基数据编辑]
 《欽定古今圖書集成·明倫彙編·官常典·州牧部》，出自陈梦雷《古今圖書集成》